# Kratersko jezero Inferno
Kratersko jezero Inferno je velik vroč izvir v vulkanski dolini Waimangu na Severnem otoku Nove Zelandije in največja gejzirju podobna oblika na svetu. Pravega gejzirja ni videti, saj deluje pod vodo na dnu jezera, vendar pa so vidne fumarole na obali jezera in skalni steni za njim.
Temperatura vode v jezeru se spremeni s 35 na 80 °C vsakih šest tednov, s kislostjo do pH 2,2, in nivoji jezera se spreminjajo do 12 metrov, po zapletenem 38-dnevnem ciklu, ki vključuje fazo prelivanja. Bele usedline silicijevega dioksida rastejo do nivoja preliva, barva jezera pa je posledica fino razpršenega silicijevega dioksida, suspendiranega v vodi. Pri nizkem vodostaju je jezero lahko motno sive barve, ki se spremeni v intenzivno nebesno modro barvo pri višjih gladinah jezera, zlasti po stopnji prelivanja.
Krater Inferno je bil razstreljen s strani lokalno vidne gore Haszard kot del izbruha gore Tarawera leta 1886, ki je odprl več kraterjev vzdolž 17-kilometrske razpoke, ki se razteza jugozahodno od gore Tarawera do bližnjega Južnega kraterja. Trobentasto jezersko dno kraterja Inferno je globoko do 30 metrov, ko je jezero polno, kar je tudi takrat, ko doseže najvišjo temperaturo.
Od leta 1901 je jezero, ki zaseda krater Inferno, kazalo spremembe nivoja vode, tesno povezane s ciklom gejzirja Waimangu. Kratersko jezero Inferno in njegovo sosednje jezero Frying Pan tvorita edinstven odnos in sledita medsebojno povezanemu ritmičnemu ciklu hidroloških variacij, ki se ponavljajo v približno 38 dneh. Ko se gladina in temperatura jezera Inferno povečata, se gladina in odtok jezera Frying Pan zmanjšata. Primerljiva ciklična aktivnost v drugih hidrotermalnih sistemih po svetu ni znana.
Sistem je bil predmet študij, odkar je bila leta 1970 na tem območju nameščena oprema za spremljanje. V njegovem ciklu je mogoče prepoznati štiri različne faze: najprej gladina jezera v osmih dneh enakomerno naraste od najnižje ravni za skupno skoraj pet metrov, nato pa začne nihati. Povprečna gladina jezera med nihanjem druge faze narašča, dokler ne doseže nivoja preliva. Takrat se je prostornina jezera povečala za 45.800 kubičnih metrov (45,8 milijona litrov). Nato se jezero približno 51 ur razliva s hitrostjo skoraj 80 litrov na sekundo (0,080 m³/s), pri čemer se v povprečju izpusti 140.000 kubičnih metrov (140 milijonov litrov) več kot 70 °C tople vode po začasnem prelivu v potok Waimangu v spodnji dolini. V zadnji fazi se jezero v zadnjih 13 dneh cikla umakne na najnižjo gladino, temperatura vode pa prav tako pade na najnižjo točko. V tej fazi okoli 30 milijonov litrov (30 tisoč kubičnih metrov) vode odteče nazaj pod goro Haszard.
Kratersko jezero Inferno je dostopno po stranski poti s 50 stopnicami stran od glavne sprehajalne poti Waimangu. Je eno od treh jezer, ki polnijo kraterje, ki so nastali v bližini med dogodkom leta 1886.